# Clinterocera jucunda
Clinterocera jucunda är en skalbaggsart som beskrevs av John Obadiah Westwood 1874. Clinterocera jucunda ingår i släktet Clinterocera och familjen Cetoniidae. Inga underarter finns listade i Catalogue of Life.